# Dryopteris macdonellii
Dryopteris macdonellii är en träjonväxtart som beskrevs av Fraser-jenk. Dryopteris macdonellii ingår i släktet Dryopteris och familjen Dryopteridaceae. Inga underarter finns listade.